# Mercury-Atlas 1
A Mercury-Atlas 1 (MA-1) foi a primeira missão do Programa Mercury a utilizar o foguete Atlas LV-3B. Seu objetivo, era qualificar tanto o foguete quanto a espaçonave Mercury, nos quesitos de funcionalidade, num voo suborbital, e no caso da capsula, sua resistência aos efeitos da  reentrada na atmosfera.
Por se tratar de um teste não tripulado, nessa missão, não foi instalada a torre de escape. O lançamento, ocorreu em 29 de julho de 1960. Apenas 58 segundos após o lançamento, o foguete sofreu uma falha estrutural, naquele momento, estava a cerca de 9 km de altitude e 3,4 km de distância da
Estação da Força Aérea de Cabo Canaveral na Flórida, de onde foi lançado.
O foguete e a capsula caíram no Oceano Atlântico e afundaram. Os destroços da espaçonave e partes do foguete foram resgatados para estudo. A capsula,
pesando 1.154 kg, chegou a atingir 13 km de altitude e 9,6 km de distância. O voo durou 3 minutos e 18 segundos.  

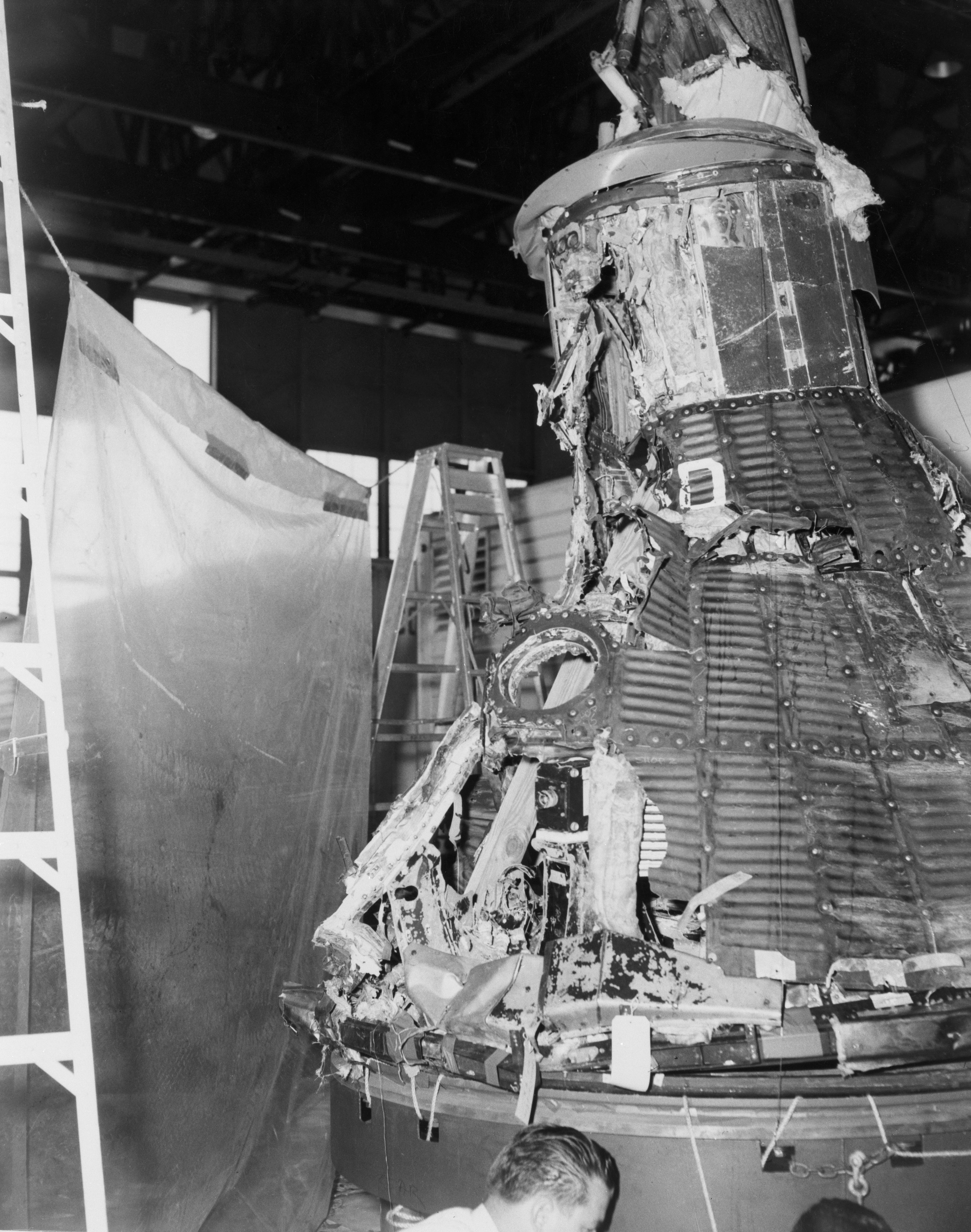
A capsula MA-1, reconstituída após o acidente.

A espaçonave Mercury usada nessa missão (a de numero 4), está atualmente em exposição no Kansas Cosmosphere and Space Center, Hutchinson, Kansas.